# Mezinárodní letiště Soči
Mezinárodní letiště Soči (rusky Международный Аэропорт Сочи – Meždunarodnyj Aeroport Soči; IATA AER, ICAO URSS) je mezinárodní letiště u ruského město Soči v Krasnodarském kraji na pobřeží Černého moře. Leží v Adlerském rajónu zhruba 28 kilometrů jihovýchodně od centra města a má dvě betonové vzletové a přistávací dráhy, které jsou kvůli horám použitelné jen směrem k moři. Od roku 2007 je provozované společností Bazovyj element miliardáře Olega Děripasky.
V roce 2010 prošlo letištěm 1,9 miliónu cestujících a letiště patří dlouhodobě mezi deset nejrušnějších v Rusku. Před zimními olympijskými hrami v roce 2014 jsou v přípravě úpravy, které zvětší kapacitu letiště na čtyři milióny cestujících, 3800 cestujících za hodinu.
Dalším plánovaným rozšířením je prodloužení delší vzletové a přistávací dráhy na 3,5 kilometru, až nad současný tok řeky Mzymty.

## Dějiny
Za druhé světové války zde bylo v období od 8. července do 1. září vybudováno letiště k obraně černomořského pobřeží. To bylo rozhodnutím z 23. listopadu 1945 změněno na letiště civilní.
V roce 1956 byl vybudována starší z dnešních letištních budov a první vzletová a přistávací dráha.
Pravidelné mezinárodní lety zde začaly přistávat v roce 1981, kdy se začalo létat do Prahy, Bratislavy a Budapešti.